# Marseilleobservatoriet
Marseilleobservatoriet, eller Observatoire de Marseille, är ett astronomiskt observatorium som drivs av universitetet i Aix-Marseille och CNRS (Centre national de la recherche scientifique eller ”Nationellt centrum för vetenskaplig forskning”). Observatoriet är beläget i Marseille, i Frankrike.  
Marseilleobservatoriet slogs 2006 samman med Laboratoire d'Astrophysique Spatiale (LAS) och blev Laboratoire d'Astrophysique de Marseille (LAM).
LAM flyttade 2008 till nya lokaler (10000 kvm) vid Technopôle Chateau-Gombert. Astronomerna vid LAM är specialiserade på kosmologi, galaxers utveckling, exoplaneter samt forskning och utveckling av optik och astronomiska instrument.
Sedan 2012 tillhör LAM Observatoire des Science de l'Univers Institut Pythéas (OSU-IP), en sammanslutning av alla institutioner inom geovetenskap vid Aix-Marseilles universitet.